# Céline Bonnet (Schwimmerin)
Céline Bonnet, nach Heirat Céline Marchand (* 3. Februar 1976 in Marseille), ist eine ehemalige französische  Schwimmerin. Sie gewann bei Mittelmeerspielen eine Goldmedaille, eine Silbermedaille und drei Bronzemedaillen.

## Sportliche Karriere
Bonnet schwamm für CN Marseille.
1991 bei den Mittelmeerspielen in Athen gewann Bonnet Gold über 200 Meter Lagen und wurde Zweite über 400 Meter Lagen. Mit der 4-mal-100-Meter-Lagenstaffel, in der sie auf der Rückenlage antrat, gewann sie die Bronzemedaille hinter Italienerinnen und Spanierinnen. Bei den Europameisterschaften in Athen erreichte Bonnet das Finale über 400 Meter Lagen und wurde im Endlauf disqualifiziert.
Ein Jahr später bei den Olympischen Spielen in Barcelona wurde Bonnet als Sechste des B-Finales über 200 Meter Lagen insgesamt 14. Über 400 Meter Lagen wurde sie in den Vorläufen 19. von 32 Starterinnen, für das B-Finale fehlten ihr fast zwei Sekunden. Über 100 Meter Rücken schwamm sie die 32. Vorlaufzeit unter 45 Teilnehmerinnen. Die 4-mal-100-Meter-Lagenstaffel mit Céline Bonnet, Audrey Guérit, Jacqueline Delord und Julie Blaise wurde 14. unter 17 angetretenen Mannschaften.
Im Juni 1993 fanden in Languedoc-Roussillon die Mittelmeerspiele statt. Über 200 Meter Lagen und über 400 Meter Lagen  erschwamm Bonnet jeweils die Bronzemedaille. Über 200 Meter Lagen siegte Nadège Cliton und über 400 Meter Lagen Nathalie Saint-Cyr, Bonnet war jeweils die zweitbeste Französin. Bonnet trat 1994 und 1995 noch im Weltcup an, bei internationalen Meisterschaften war sie nicht mehr dabei.

## Familie
Céline Bonnet heiratete Xavier Marchand. Beider Sohn Léon Marchand und Xaviers Bruder Christophe Marchand nahmen ebenfalls im Schwimmen an Olympischen Spielen teil.